# Urząd
Urząd (polonès: L’oficina) és un curtmetratge del 1966 del director polonès Krzysztof Kieślowski, produït mentre va ser estudiant a l'Escola de cinema de Łódź. La pel·lícula s'inclou com a extra a les estrenes de la Regió 1 i 2 del llargmetratge de Kieślowski Bez końca.
El temps d'execució de la pel·lícula de 5 minuts consisteix completament en interaccions en una finestra de servei de l'oficina governamental, amb un empleat que gestiona diverses sol·licituds de persones que demanen ajuda estatal. La pel·lícula retrata la intensa burocràcia que existia als serveis governamentals polonesos en aquell moment, amb la gent que va ser rebutjada per diverses violacions de procediment. Es denega una sol·licitud perquè el sol·licitant va portar massa documents identificatius, se'ls va dir que necessitava l'anul·lació oficial d'un dels papers redundants. Un altre home troba dificultats perquè un document estava estampat amb un quadrat, en lloc d'un segell rodó.
Chaitanya Tamhane va prendre notacions i pistes de la composició de les oficines de la pel·lícula mentre feia Court.